# Esparron (Hautes-Alpes)
Pour les articles homonymes, voir Esparron.
Esparron, ou localement Esparron-de-Vitrolles, est une commune française située dans le département des Hautes-Alpes, en région Provence-Alpes-Côte d'Azur.
Ses habitants sont appelés les Esparronnais et les Esparronnaises.

## Géographie

### Localisation
La commune s'étend sur 24,1 km2 et compte 57 habitants depuis le dernier recensement de la population. Avec une densité de 2,4 habitants par km2, Esparron a connu une nette hausse de 111,1 % de sa population par rapport à 1999.
Entourée par les communes de Barcillonnette, Sigoyer et Saint-Auban-d'Oze, Esparron est située à 18 km au sud-ouest de Gap, la plus grande ville à proximité.
Située à 966 mètres d'altitude, le Ruisseau de Font Trèbes, le Ruisseau de Combe Fère, le Ruisseau de Côte Belle sont les principaux cours d'eau qui traversent la commune d'Esparron.
Sept communes sont limitrophes d'Esparron :
| Saint-Auban-d'Oze | Châteauneuf-d'Oze |           |
| Le Saix           | Esparron          | Sigoyer   |
| Savournon         | Barcillonnette    | Vitrolles |

### Transports
Le territoire communal est traversé par la route départementale 20 reliant Veynes à Barcillonnette et à Plan-de-Vitrolles via le col d'Espréaux.

### Climat
Pour des articles plus généraux, voir Climat de Provence-Alpes-Côte d'Azur et Climat des Hautes-Alpes.
En 2010, le climat de la commune est de type climat méditerranéen altéré, selon une étude du Centre national de la recherche scientifique s'appuyant sur une série de données couvrant la période 1971-2000. En 2020, Météo-France publie une typologie des climats de la France métropolitaine dans laquelle la commune est exposée à un climat de montagne ou de marges de montagne et est dans la région climatique Alpes du sud, caractérisée par une pluviométrie annuelle de 850 à 1 000 mm, minimale en été.
Pour la période 1971-2000, la température annuelle moyenne est de 9 °C, avec une amplitude thermique annuelle de 16,8 °C. Le cumul annuel moyen de précipitations est de 1 037 mm, avec 7,8 jours de précipitations en janvier et 5,3 jours en juillet. Pour la période 1991-2020, la température moyenne annuelle observée sur la station météorologique de Météo-France la plus proche, « Le Saix », sur la commune du Saix à 7 km à vol d'oiseau, est de 10,2 °C et le cumul annuel moyen de précipitations est de 865,4 mm. 
La température maximale relevée sur cette station est de 39,3 °C, atteinte le 23 août 2023 ; la température minimale est de −19 °C, atteinte le 7 février 2012,,.
Les paramètres climatiques de la commune ont été estimés pour le milieu du siècle (2041-2070) selon différents scénarios d'émission de gaz à effet de serre à partir des nouvelles projections climatiques de référence DRIAS-2020. Ils sont consultables sur un site dédié publié par Météo-France en novembre 2022.

## Urbanisme

### Typologie
Au 1er janvier 2024, Esparron est catégorisée commune rurale à habitat très dispersé, selon la nouvelle grille communale de densité à 7 niveaux définie par l'Insee en 2022.
Elle est située hors unité urbaine. Par ailleurs la commune fait partie de l'aire d'attraction de Gap, dont elle est une commune de la couronne,. Cette aire, qui regroupe 73 communes, est catégorisée dans les aires de 50 000 à moins de 200 000 habitants,.

### Occupation des sols
L'occupation des sols de la commune, telle qu'elle ressort de la base de données européenne d’occupation biophysique des sols Corine Land Cover (CLC), est marquée par l'importance des forêts et milieux semi-naturels (97,3 % en 2018), une proportion sensiblement équivalente à celle de 1990 (97,6 %). La répartition détaillée en 2018 est la suivante : 
milieux à végétation arbustive et/ou herbacée (43,3 %), forêts (36,6 %), espaces ouverts, sans ou avec peu de végétation (17,4 %), prairies (2,7 %).
L'évolution de l’occupation des sols de la commune et de ses infrastructures peut être observée sur les différentes représentations cartographiques du territoire : la carte de Cassini (XVIIIe siècle), la carte d'état-major (1820-1866) et les cartes ou photos aériennes de l'IGN pour la période actuelle (1950 à aujourd'hui).

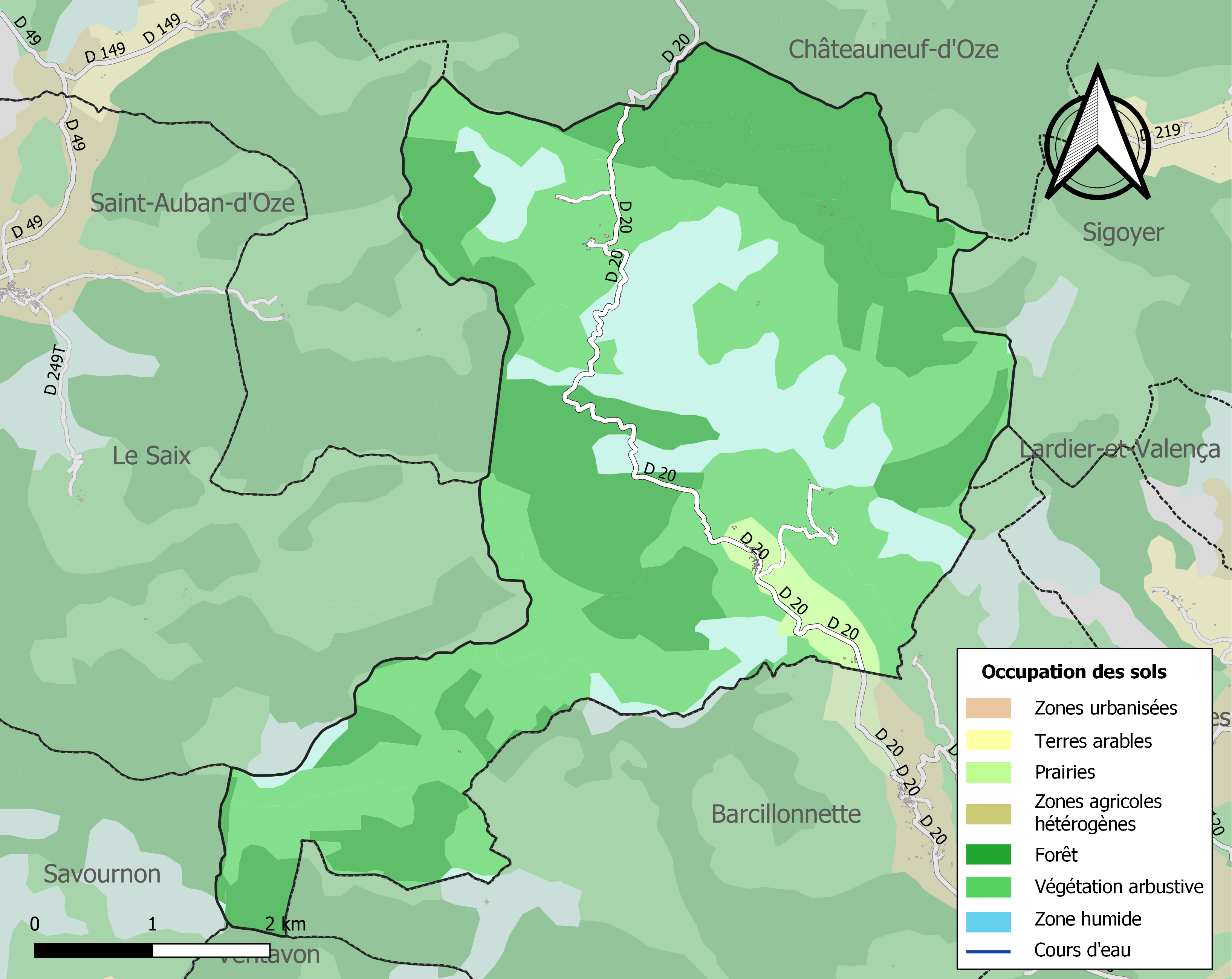
Carte de l'occupation des sols de la commune en 2018 (CLC).

## Toponymie
Le lieu est répertorié comme Isparonum vers 1100, Esparron en 1188, Sparronum en 1330, Sparronum vers 1500.
Esparron est un nom occitan, apparenté à espar(t) avec le sens abstrait de « barre rocheuse, éperon qui domine un paysage ». En toponymie il désigne un replat, une sorte de terrasse en marche d'escalier.
En occitan, Esparroun signifie poteau, pièce de bois, balustre.

## Histoire
La commune d'Esparron faisait partie du canton de Barcillonnette, formé en 1791 du démembrement du canton de Mison, dans les Basses-Alpes. Ce canton et les trois communes qui le composent (Barcillonnette, Esparron et Vitrolles) sont détachés des Basses-Alpes et rattachées aux Hautes-Alpes en janvier 1810.

## Politique et administration

### Liste des maires
| Période                                                         | Période   | Identité        | Étiquette | Qualité                             |
| --------------------------------------------------------------- | --------- | --------------- | --------- | ----------------------------------- |
| Les données manquantes sont à compléter. 1998- 2001: Illy Louis |           |                 |           |                                     |
| mars 2001                                                       | mars 2008 | François Aubaud |           |                                     |
| mars 2008                                                       | En cours  | Patrick Allec,  |           | Agriculteur sur petite exploitation |

### Intercommunalité
Esparron fait partie: 
- de 1992 à 2016 de la communauté de communes de Tallard-Barcillonnette ;
- À partir du 1er janvier 2017, de la communauté d'agglomération Gap-Tallard-Durance.

## Population et société

### Démographie
L'évolution du nombre d'habitants est connue à travers les recensements de la population effectués dans la commune depuis 1793. Pour les communes de moins de 10 000 habitants, une enquête de recensement portant sur toute la population est réalisée tous les cinq ans, les populations de référence des années intermédiaires étant quant à elles estimées par interpolation ou extrapolation. Pour la commune, le premier recensement exhaustif entrant dans le cadre du nouveau dispositif a été réalisé en 2008.

En 2022, la commune comptait 56 habitants, en évolution de +24,44 % par rapport à 2016 (Hautes-Alpes : +0,4 %, France hors Mayotte : +2,11 %).
| 1793 | 1800 | 1806 | 1821 | 1831 | 1836 | 1841 | 1846 | 1851 |
| ---- | ---- | ---- | ---- | ---- | ---- | ---- | ---- | ---- |
| 284  | 313  | 307  | 290  | 286  | 288  | 285  | 251  | 264  |

| 1856 | 1861 | 1866 | 1872 | 1876 | 1881 | 1886 | 1891 | 1896 |
| ---- | ---- | ---- | ---- | ---- | ---- | ---- | ---- | ---- |
| 213  | 217  | 206  | 202  | 213  | 190  | 172  | 166  | 162  |

| 1901 | 1906 | 1911 | 1921 | 1926 | 1931 | 1936 | 1946 | 1954 |
| ---- | ---- | ---- | ---- | ---- | ---- | ---- | ---- | ---- |
| 132  | 128  | 143  | 107  | 112  | 77   | 80   | 59   | 49   |

| 1962 | 1968 | 1975 | 1982 | 1990 | 1999 | 2006 | 2008 | 2013 |
| ---- | ---- | ---- | ---- | ---- | ---- | ---- | ---- | ---- |
| 48   | 48   | 34   | 30   | 28   | 27   | 34   | 36   | 40   |

| 2018 | 2022 | - | - | - | - | - | - | - |
| ---- | ---- | - | - | - | - | - | - | - |
| 56   | 56   | - | - | - | - | - | - | - |

### Enseignement
Esparron ne possède aucune école. L’école la plus proche est une école primaire qui se trouve dans le village de Lardier-et-Valença.

## Culture locale et patrimoine

### Lieux et monuments
L'église Saints-Pierre-et-Paul d'Esparron a été rénovée sous le mandat de maire de monsieur Louis Illy

### Héraldique
| Blason de Esparron | Blason  | De sinople à deux rochers d'argent mouvant des flancs d'où sort une rivière coulant en bande du même. |
| Blason de Esparron | Détails | Le statut officiel du blason reste à déterminer.                                                      |